# Frankfurter Reichswahlgesetz
Das Reichsgesetz über die Wahlen der Abgeordneten zum Volkshause (Reichswahlgesetz, Frankfurter Wahlgesetz) vom 12. April 1849 war ein Gesetz der Frankfurter Nationalversammlung. Es konkretisierte die Frankfurter Reichsverfassung vom 28. März 1849. Beschrieben wird, wer das aktive und passive Wahlrecht hat und wie die Wahlen zu organisieren sind. Im Großen und Ganzen schreibt das Gesetz eine allgemeine, gleiche und direkte Wahl (für Männer) vor, wie es damals in der Welt noch selten war. Ein Vorbild war das Bundeswahlgesetz vom März/April 1848, nach dem die Nationalversammlung selbst gewählt worden war.
Laut Beschluss der Nationalversammlung vom 4. Mai 1849 sollte das Volkshaus (Unterhaus) des Reichstags am Sonntag, den 15. Juli gewählt werden. Doch am 28. April hatte der preußische König die Frankfurter Kaiserkrone endgültig abgelehnt; Preußen und andere Staaten gingen dazu über, die Nationalversammlung offen zu bekämpfen. So befahlen sie rechtswidrig den Frankfurter Abgeordneten aus ihren Staaten, der Nationalversammlung fernzubleiben.
Das Frankfurter Reichswahlgesetz kam dann allerdings doch noch zum Einsatz. Der preußische Ministerpräsident Otto von Bismarck nutzte es in seiner gesamtdeutschen, anti-österreichischen Politik, um die deutsche Nationalbewegung für sich zu gewinnen. Am 10. Juni 1866 schlug er es offiziell für ein Parlament im Deutschen Bund vor, und nach dem militärischen Sieg über Österreich diente es als Vorlage für die Wahl zum konstituierenden norddeutschen Reichstag sowie zum ersten ordentlichen norddeutschen Reichstag (beide 1867). Dieser Reichstag verabschiedete schließlich 1869 ein eigenes, ähnliches Bundeswahlgesetz, das 1871 für das geeinte Deutschland übernommen wurde.

## Zustandekommen
Die Nationalversammlung sah sich im Recht, gemäß ihrer provisorischen Verfassungsordnung, Reichsgesetze zu beschließen. Darunter fällt auch das Wahlgesetz. Im Verfassungsausschuss hatten die eher rechten Liberalen wie Friedrich Christoph Dahlmann eine Mehrheit. Sie wollten, dass nur unbescholtene, selbständige Deutsche ab 25 Jahren wählen durften. Als nichtselbständig galten für sie: Dienstboten, Tagelöhner, Gewerbegehilfen (außer wenn sie am Wohnort das Gemeindebürgerrecht hatten), sowie diejenigen, die Armenunterstützung aus öffentlichen Mitteln erhielten. Für das passive Wahlrecht lag das Mindestalter bei 30 Jahren.
Hierdurch wäre das allgemeine Wahlrecht wie in Wahl der Nationalversammlung 1848, so, wie es beispielsweise in Preußen realisiert worden war, stark eingeschränkt worden. Da das Frankfurter Reichswahlgesetz erst später fertig sein sollte, hätten die Einzelstaaten noch viele Details bestimmt, so dass der erste Reichstag nach sehr unterschiedlichen Regeln zusammengesetzt gewesen wäre. In den Einzelstaaten war auch unterschiedlich geregelt, wie man das Bürgerrecht erhält.

### Entwurf des Ausschusses

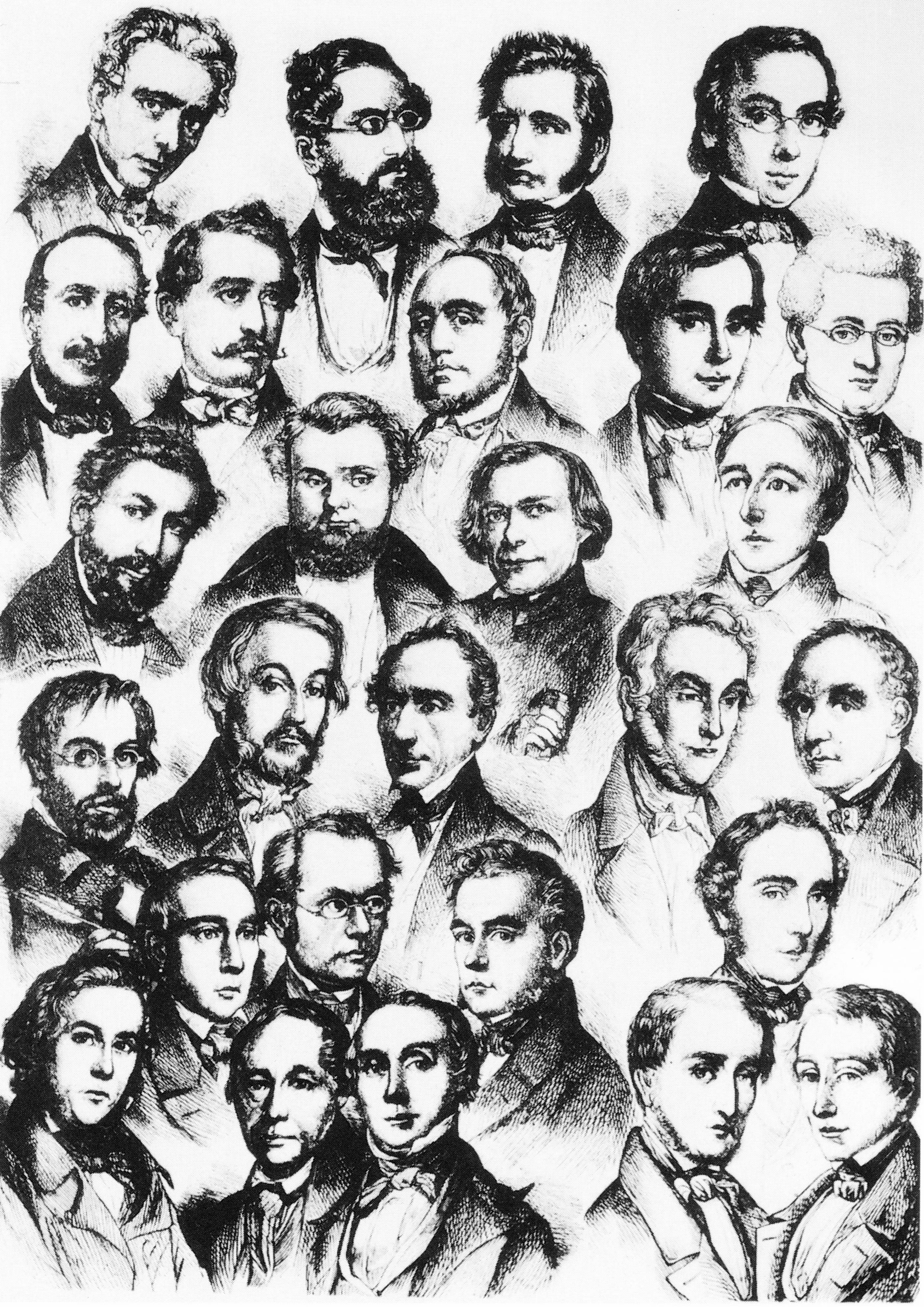
Mitglieder des Verfassungsausschusses

Der Verfassungsausschuss entschied am 25. Oktober 1848, überhaupt die Wahlbestimmungen aus der Verfassung zu halten und alle im Wahlgesetz zu sammeln. Anfang Januar 1849 beriet der Verfassungsausschuss über den Bericht einer Unterkommission, die dazu gebildet worden war. Als Nichtselbständige wurden nun noch strenger definiert: Wer unter Vormundschaft oder Kuratel stand, Dienstboten, Gewerbegehilfen, wer für Tages-, Wochen- oder Monatslohn arbeitete, wer im letzten Jahr vor der Wahl Armenunterstützung erhielt, wer keine Einkommensteuer zu entrichten brauchte. Wo es keine solche Steuer gab, dort musste ein Wähler mindestens 300 Gulden jährlich verdienen. Gemeine Soldaten im aktiven Dienst durften ebenfalls nicht wählen. Die Wahl war direkt, aber man wählte dadurch, dass man seine Stimme mündlich zu Protokoll gab. Es zählte eine relative Mehrheit im ersten und einzigen Wahlgang.
Der linke Liberale Franz Jacob Wigard machte bereits im Ausschuss seinen Unmut deutlich: Durch ein solch vormärzliches Wahlrecht würde man den gesamten vierten Stand ausschließen. Es kam zu mehreren Kompromissvorschlägen, in denen beispielsweise Unselbständige wählen durften, wenn sie Grundbesitz oder Sparguthaben vorweisen konnten. Nach langen Sitzungen stimmte der Ausschuss schließlich mit knapper Mehrheit für einen Entwurf, der Dienstboten, Fabrikarbeiter usw. ausschloss. Die Zensusbestimmung wurde fallengelassen, das passive Wahlalter auf 25 gesenkt, aber die öffentliche Stimmabgabe blieb. Ein Kandidat brauchte nun die absolute Mehrheit der Stimmen, bei Bedarf sollte es eine Stichwahl im dritten Wahlgang geben. Der Direktor des preußischen Statistischen Büros berechnete, dass diese Vorgaben 68,92 % der volljährigen Preußen vom Wählen ausgeschlossen hätten.
Der Historiker Manfred Botzenhart schloss sich der linken Kritik von damals an: „Es gehörte großer Mut zur Unpopularität dazu, einen solchen Entwurf vorzulegen und zu verteidigen.“ Dahlmann argumentierte, dass das Wahlrecht kein Grundrecht sei, sondern dass das „Beste der Gesamtheit“ zu bestimmen sei. Die Masse wäre der Demagogie, den Volksverführern ausgeliefert. Die linken Liberalen meinten hingegen, das sei eine absolutistische Vorstellung vom „beschränkten Untertanenverstand“, obgleich auch sie die Stimmen der zahlenmäßig überlegenen Unterschichten nicht voll gelten lassen wollten. Selbst in Dahlmanns eigener Casino-Fraktion war die Unterstützung für den Entwurf schwach: Die Abgeordneten verstanden, dass sie ihr Mandat Wählern mitverdankten, die auf diese Weise wieder politisch entrechtet werden sollten; ihr Dilemma war, dass sie die Vorherrschaft der Besitzenden garantieren, aber nicht die Märzerrungenschaften abschaffen wollten.
Die Linke war für das allgemeine und gleiche Wahlrecht, auch für Bescholtene. Nur Armenhilfe-Empfänger und Entmündigte sollten ausgeschlossen werden, und die in Konkurs Geratenen nur für die Zeit, in der ihr Verfahren lief. Nicht um die Mehrheit gehe es dem rechtsliberalen Casino, meinte der Linke Carl Vogt, sondern um den „Extrakt der Minderheit“. Dabei seien doch auch Beamte und andere Mitglieder der Oberschicht servil, ein verarmter Handwerksmeister sei nicht selbständiger als ein gut bezahlter Facharbeiter in der Fabrik. Der Turnvater Jahn sagte empört, die wahre Kraft der Nation komme aus den Unterschichten.

### Plenum
Der Entwurf war am 8. Februar dem Plenum der Nationalversammlung vorgestellt worden, am 20. Februar folgte die Abstimmung: 21 Abgeordnete stimmten dem Entwurf zu, 422 lehnten ihn ab. Botzenhart zufolge war dies „die wohl spektakulärste Niederlage, die eine Ausschussvorlage im Lauf der Geschichte der Nationalversammlung erfahren hat.“ Die Nationalversammlung tendierte zur allgemeinen und gleichen Wahl. Die mündliche Stimmabgabe wurde mit 249:218 Stimmen abgelehnt, die direkte Wahl mit 264:202 Stimmen angenommen. Dies waren aber erst Vorentscheidungen in der ersten Lesung, die am 28. Februar endete.

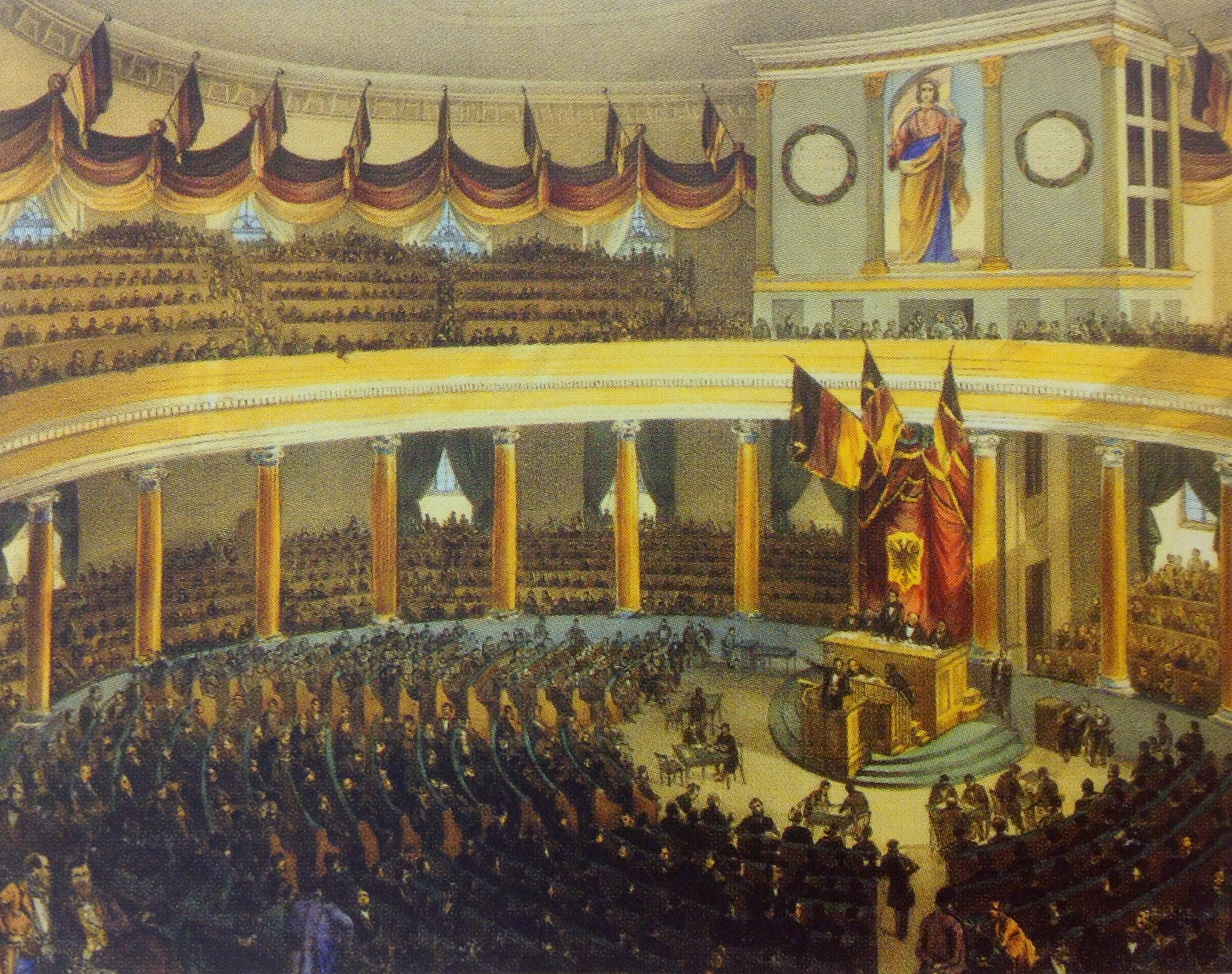
Nationalversammlung in der Frankfurter Paulskirche

Bei diesen und den folgenden Debatten kam schon teilweise die neue Parteienkonstellation zum Tragen: Die Einteilung in Links und Rechts wurde durch die Frage Großdeutsch oder Kleindeutsch überlagert, die sich Mitte Februar herausbildete. Heinrich Simon von der Linken und Heinrich von Gagern von der rechten Mitte, der die Erbkaiserliche Partei anführte, schlossen Ende März einen Pakt: Die Erbkaiserlichen würden das demokratische Wahlrecht unterstützen und die Linke die erbliche Kaiserkrone für den preußischen König.
Einige Abgeordnete der Rechten stimmten hingegen für das demokratische Wahlrecht, um dem preußischen König die Annahme der Reichsverfassung erst recht unmöglich zu machen. Am 27. März 1849 nahm die Nationalversammlung das Wahlgesetz en bloc an, ohne namentliche Abstimmung, aber mit „großer Mehrheit“. Die Nationalversammlung sah das Wahlrecht als materiellen Teil der Reichsverfassung an.
Schließlich bestand Unsicherheit, ob der Reichsverweser Erzherzog Johann das Gesetz überhaupt unterschreiben werde. Zwar sah die Reichsgesetzgebung dies vor, doch Johann war unzufrieden mit seiner Position und mit der Verfassung, die er nicht unterschreiben wollte. Da aber seine österreichischen Vertrauten Rechberg und Schmerling nichts gegen die Unterschrift einzuwenden hatten, unterzeichnete er das Wahlgesetz und erklärte dem Reichsjustizminister Robert von Mohl sogleich, dass dies keine Präzedenz für die Verfassung habe. Die war allerdings sowieso von der Nationalversammlung in eigener Verantwortung verkündet und in Kraft gesetzt worden.

## Inhalt
Das Wahlgesetz erklärte jeden Deutschen zum Wähler, für den die folgenden Bedingungen galten:
- mindestens 25 Jahre alt (§ 1)
- unbescholten (§ 1), wer also nicht nach den Gesetzen eines Einzelstaates den Vollgenuss der staatsbürgerlichen Rechte verloren hatte (§ 3)
- nicht unter Vormundschaft oder Kuratel stehend
- keine Armenunterstützung, mindestens ein Jahr vor der Wahl
- nicht wegen Stimmenkauf, Stimmenverkauf, mehrfache Stimmabgabe, oder wegen unzulässiger Einwirkung auf die Wahl verurteilt (§ 4)

Die Voraussetzungen für die Wählbarkeit, also das passive Wahlrecht:
- aktives Wahlrecht
- mindestens 25 Jahre alt (§ 5)
- seit mindestens drei Jahren Angehöriger eines deutschen Staates (§ 5)

Die Wahlkreise innerhalb der Einzelstaaten sollten je 100.000 Einwohner umfassen, entsprechend der aktuellen Volkszählung. Für einen Überschuss von 50.000 Einwohnern im Einzelstaat sollte ein weiterer Wahlkreis gebildet werden. Einen eigenen Wahlkreis bildeten auch kleinere Staaten, wenn sie mindestens 50.000 Einwohner hatten. Noch kleinere Staaten sollten mit anderen Staaten zusammengelegt werden. Ein Wahlkreis war in kleinere Bezirke einzuteilen (§§ 7–10). Man wählte an seinem Wohnort, die Soldaten an ihrem Standort (§ 11).
Die Wahl war direkt und als Wahlhandlung öffentlich. Die geheime Stimmabgabe (das Wahlgeheimnis) wurde nicht ausdrücklich vorgeschrieben, die Formulierung lautet: „Das Wahlrecht wird in Person durch Stimmzettel ohne Unterschrift ausgeübt“ (§§ 13, 14). Gewählt war derjenige Kandidat im Wahlkreis, der die absolute Zahl der Stimmen auf sich vereinigte. Gab es keine solche Mehrheit, kam es zu einer zweiten oder gar dritten Wahlhandlung. An der dritten nahmen nur diejenigen zwei Kandidaten teil, die in der zweiten am meisten Stimmen erhalten hatten. Bei Stimmengleichheit sollte das Los entscheiden (§ 14).
In einer Anlage A (der einzigen) wurde für die Wahlkreise vorgeschrieben, dass einige kleinere mit größeren Staaten zusammengelegt werden (siehe § 9):
- Liechtenstein mit Österreich
- Hessen-Homburg (mit näherer Umschreibung) mit der bayerischen Pfalz
- Schaumburg-Lippe mit Hessen-Kassel (Kurhessen)
- Hohenzollern-Hechingen mit Hohenzollern-Sigmaringen
- Reuß älterer Linie mit Reuß jüngerer Linie
- Anhalt-Köthen mit Anhalt-Bernburg
- Lauenburg mit Schleswig-Holstein (obgleich die Zugehörigkeit Schleswigs zum Reich laut Verfassung noch offen war)
- Fürstentum Birkenfeld (das zum Großherzogtum Oldenburg gehörte) mit der benachbarten preußischen Rheinprovinz
- Pyrmont mit Preußen

## Erfurter Wahlgesetz
Nur zwei Monate später, am 26. Mai 1849, einigten sich Preußen, Sachsen und Hannover im Dreikönigsbündnis auf eine eigene Reichsgründung. Dieses Unternehmen ist später als Erfurter Union bekannt geworden. Sowohl die Erfurter Unionsverfassung als auch das Erfurter Reichswahlgesetz kopierten ihre Frankfurter Vorbilder teilweise wörtlich. Sie änderten sie aber stark nach dem Geschmack der Monarchen ab, vor allem das Wahlrecht.
So begrenzte das Erfurter Wahlgesetz den Kreis der Wähler auf „Selbständige“. Als selbständig galt, wer eine direkte Staatssteuer entrichtete und an seinem Wohnort das Gemeindebürgerrecht hatte. Dann wurden die Wahlberechtigten nach preußischem Vorbild in drei Gruppen eingeteilt (Dreiklassenwahlrecht), die dann Wahlmänner wählten. Es handelte sich also um eine nicht allgemeine, ungleiche und indirekte Wahl. Im Gegensatz zum Frankfurter Gesetz wurde nach dem Erfurter tatsächlich eine Wahl abgehalten, und zwar 1849/1850 zum Erfurter Unionsparlament. Das Parlament nahm die Verfassung im Namen des Volkes an. Allerdings verzögerte Preußen die weitere Einrichtung des neuen Staates und gab ihn Ende 1850 in der Herbstkrise auf.

## Anwendung für den Norddeutschen Bund

Norddeutscher Bund 1866–1871

Der preußische Ministerpräsident Otto von Bismarck hatte am 10. Juni 1866 eine Reform des Deutschen Bundes verlangt, bei der ein Nationalparlament einzurichten war. Grundlage sollte das Frankfurter Wahlgesetz von 1849 sein; mit diesem Schritt wollte Bismarck die nationale und liberale Bewegung für sich gewinnen. Das im Gesetz enthaltene allgemeine und gleiche Wahlrecht hatte der Deutsche Bund noch in den 1850er-Jahren als revolutionär gebrandmarkt. Auf Grundlage seines Reformvorschlages zog Preußen mit seinen Verbündeten in den Deutschen Krieg.
Die Gründung des Norddeutschen Bundes geschah durch Vereinbarung zwischen den verbündeten Regierungen, den Landtagen der entsprechenden Staaten sowie eines Nationalparlaments. Dieses gab es anfangs ebenso wenig wie den neuen Staat. Der konstituierende norddeutsche Reichstag wurde daher aufgrund von Gesetzen der Einzelstaaten gewählt, deren Vorlage dasselbe Frankfurter Reichswahlgesetz von 1849 war. Dies legten Preußen und die anderen norddeutschen Staaten in einem Bündnisvertrag vom 18. August 1866 fest. Artikel 5 spricht ausdrücklich vom „Reichswahlgesetz vom 12. April 1849“.
Im preußischen Landtag stieß der entsprechende Gesetzentwurf auf großen Widerstand. Linkere Liberale meinten, für Norddeutschland brauche es kein neues Parlament, die übrigen Staaten sollten einfach Abgeordnete zum preußischen Landtag hinzuwählen, die dann in Bundesangelegenheiten mit abstimmen würden. Rechtere Liberale und Konservative sowie Katholiken störten sich an der Gleichheit der Wahl. Beide Gruppen wollten ferner, dass die neue Bundesverfassung nicht mit einem Nationalparlament, sondern mit den Landtagen vereinbart wird. Hierin, so Huber, sieht man schon Ansätze eines Parteienbundesstaats, in dem Parteien den Föderalismus über den Einzelstaat für ihre Machtposition zu nutzen suchen. Paradoxerweise waren gerade die Liberalen und Demokraten für einen Einheitsstaat eingetreten.
Das preußische Abgeordnetenhaus änderte mit großer Mehrheit den ersten Artikel des Wahlgesetzes: Der Reichstag solle nicht mehr die Verfassung beraten und vereinbaren, sondern nur noch beraten. Das Herrenhaus stimmte zu, trotz Bedenken gegen die allgemeine, gleiche und direkte Wahl. Der preußische König ließ das Wahlgesetz für den Reichstag des Norddeutschen Bundes am 15. Oktober 1866 in Kraft setzen. Damit widersprach es eigentlich dem Bündnis mit den anderen norddeutschen Staaten; diese erließen entsprechende Wahlgesetze und Wahlverordnungen.

## Vergleich mit dem preußischen Reichstagswahlgesetz
Das preußische Gesetz entspricht fast wörtlich dem Frankfurter Vorbild. Allerdings fügt es anfangs (§ 1) den Zweck der Wahl zu, nämlich die Wahl eines Reichstags „zur Berathung der Verfassung und der Einrichtungen des Norddeutschen Bundes“. Am Ende kommen Bestimmungen über den Reichstag hinzu, die sich normalerweise in der Frankfurter Reichsverfassung befunden hätten: Der Reichstag entscheidet über die Zulassung seiner Mitglieder, gibt sich selbst eine Geschäftsordnung (§ 16, entsprechend §§ 112 und 116 FRV); Immunität der Reichstagsmitglieder (§ 17, Wortlaut des § 120 FRV).
Das preußische Gesetz macht ferner aus dem „Deutschen“ (§ 1 Gesetz von 1849) den „Staatsbürger eines der zum Bunde zusammentretenden Deutschen Staaten“ (§ 2). Aus „den Regierungen der Einzelstaaten“ (§ 17 Gesetz von 1849), die die Wahlkreise einteilen, wird im preußischen Gesetz die (preußische) „Staatsregierung“ (§ 15). Eine substantielle Änderung betrifft die Stimmabgabe: Aus dem „Stimmzettel ohne Unterschrift“ (§ 13 Gesetz von 1849) wurde 1866 ein „verdeckte[r], in eine Wahlurne niederzulegende[r] Stimmzettel“ (§ 11). Außerdem verringert das Gesetz von 1866 die Zahl der möglichen Wahlgänge von drei (§ 14) auf zwei (§ 12).

## Belege
1. ↑  Manfred Botzenhart: Deutscher Parlamentarismus in der Revolutionszeit 1848–1850. Droste, Düsseldorf 1977, S. 663/664.
2. ↑  Manfred Botzenhart: Deutscher Parlamentarismus in der Revolutionszeit 1848–1850. Droste, Düsseldorf 1977, S. 664.
3. ↑  Manfred Botzenhart: Deutscher Parlamentarismus in der Revolutionszeit 1848–1850. Droste, Düsseldorf 1977, S. 664/665.
4. ↑  Manfred Botzenhart: Deutscher Parlamentarismus in der Revolutionszeit 1848–1850. Droste, Düsseldorf 1977, S. 665/666.
5. ↑  Manfred Botzenhart: Deutscher Parlamentarismus in der Revolutionszeit 1848–1850. Droste, Düsseldorf 1977, S. 667–670, 672.
6. ↑  Manfred Botzenhart: Deutscher Parlamentarismus in der Revolutionszeit 1848–1850. Droste, Düsseldorf 1977, S. 673/674.
7. ↑  Manfred Botzenhart: Deutscher Parlamentarismus in der Revolutionszeit 1848–1850. Droste, Düsseldorf 1977, S. 675, 679.
8. ↑  Manfred Botzenhart: Deutscher Parlamentarismus in der Revolutionszeit 1848–1850. Droste, Düsseldorf 1977, S. 688/689.
9. ↑  Manfred Botzenhart: Deutscher Parlamentarismus in der Revolutionszeit 1848–1850. Droste, Düsseldorf 1977, S. 676, S. 689.
10. ↑  Jörg-Detlef Kühne: Die Reichsverfassung der Paulskirche. Vorbild und Verwirklichung im späteren deutschen Rechtsleben. 2. Auflage, Luchterhand, Neuwied 1998 (1985) (zugleich Habil.-Schr. Bonn 1983), S. 411.
11. ↑  Helmut Jacobi: Die letzten Monate der provisorischen Zentralgewalt für Deutschland (März-Dezember 1849). Diss. Frankfurt a. M., o. O. 1956, S. 50.
12. ↑  Wolfram Siemann: 1848/49 in Deutschland und Europa. Ereignis, Bewältigung, Erinnerung. Schöningh, Paderborn u. a. 2006, S. 220.
13. ↑  Ernst Rudolf Huber: Deutsche Verfassungsgeschichte seit 1789. Band III: Bismarck und das Reich. 3. Auflage, W. Kohlhammer, Stuttgart u. a. 1988, S. 646.
14. ↑  Ernst Rudolf Huber: Deutsche Verfassungsgeschichte seit 1789. Band III: Bismarck und das Reich. 3. Auflage, W. Kohlhammer, Stuttgart u. a. 1988, S. 647.
15. ↑  Ernst Rudolf Huber: Deutsche Verfassungsgeschichte seit 1789. Band III: Bismarck und das Reich. 3. Auflage, W. Kohlhammer, Stuttgart u. a. 1988, S. 647/648.